# Hrabstwo Bradley (Tennessee)
Hrabstwo Bradley (ang. Bradley County) – hrabstwo w stanie Tennessee w Stanach Zjednoczonych. Obszar całkowity hrabstwa obejmuje powierzchnię 331,50 mil² (858,58 km²). Według spisu z 2020 roku liczy 108,6 tys. mieszkańców. 
Hrabstwo powstało w 1836 roku. 

## Sąsiednie hrabstwa
- Hrabstwo Meigs (północny zachód)
- Hrabstwo McMinn (północ)
- Hrabstwo Polk (wschód)
- Hrabstwo Murray, Georgia (południowy wschód)
- Hrabstwo Whitfield, Georgia (południe)
- Hrabstwo Hamilton (zachód)

## Miasta
- Cleveland
- Charleston[3]

## CDP
- East Cleveland
- Hopewell
- South Cleveland
- Wildwood Lake[3]

## Populacja
W 2019 roku hrabstwo Bradley liczyło 108,1 tys. mieszkańców, w tym 11,9% było pochodzenia irlandzkiego, 11% „amerykańskiego”, 10,3% niemieckiego, 8,4% angielskiego,  6,5% to były osoby czarnoskóre lub o pochodzeniu afroamerykańskim i 4,6% szkockiego lub szkocko–irlandzkiego.
W 2010 roku pod względem religijnym większość mieszkańców było protestantami i byli to głównie: baptysći (28,5%), zielonoświątkowcy (14,9%), metodyści (5,3%), bezdenominacyjni (3,2%) i adwentyści dnia siódmego (2,5%). Do innych grup religijnych należeli: katolicy (1,88%), mormoni (0,51%) i świadkowie Jehowy (1 zbór). 